# Ehretia pingbianensis
Ehretia pingbianensis là loài thực vật có hoa trong họ Ehretiaceae. Loài này được Y.L.Liu mô tả khoa học đầu tiên năm 1984.